# Тураев, Александр Михайлович
Алекса́ндр Миха́йлович Тура́ев (23 ноября [6 декабря] 1913, Ташла, Самарская губерния — 15 августа 1996, Тольятти, Самарская область) — советский педагог, краевед, почётный гражданин города Тольятти.

## Биография
Родился в крестьянской семье. Окончил в Ставрополе (ныне Тольятти) школу второй ступени.
Работал заведующим отделом культуры и пропаганды в Ставропольском райисполкоме (1931—1932 гг.), затем учителем в Ташлинской школе (1932—1934). В 1936 году окончил заочный двухгодичный курс в Средневолжском плановом институте. С 1934 года работал учителем истории в Ставропольской средней школе. В 1936 году прослушал курсы по подготовке учителей истории при Куйбышевском педагогическом институте, стал директором Старобинарадской средней школы.
В 1937 году стал заместителем секретарям Новобуянского райкома ВЛКСМ, но спустя год вернулся к педагогике, став директором Новобуянской средней школы (1938—1939). Вернулся в Ставрополь, где преподавал в местном зоотехникуме, заведовал партийным кабинетом Ставропольского райкома ВЛКСМ.
После начала Великой Отечественной войны Тураева в армию не призывали по состоянию здоровья. Он был избран секретарём партбюро 4-го строительного участка Майнского военно-полевого строительства на сооружении Куйбышевского рубежа обороны, создававшегося осенью-зимой 1941—1942 годов, затем на строительстве стратегической дороги через село Тереньга. В 1942 году Тураев был назначен заведующим отделом пропаганды и агитации Теренгульского райкома ВКП(б). Окончил межобластные курсы пропагандистов.
В 1943 году Тураев был назначен директором Ставропольского педагогического училища, но уже в 1944 году вновь вернулся к партийной работе. Одновременно учился в Куйбышевском педагогическом институте, по окончании которого стал преподавателем истории, логики, психологии в Ставропольской средней школе (1947—1948). С сентября 1948 Александр Тураев работал директором Ставропольской средней школы. В 1951 году окончил курсы усовершенствования для преподавателей средних школ в Куйбышевском институте усовершенствования учителей. В 1953 году окончил курсы пропагандистов при Куйбышевском обкоме КПСС.
С 1954 года — директор открывшейся средней школы № 5 в Ставрополе. В феврале 1956 года Александр Михайлович возглавил Ставропольский городской отдел народного образования. С марта 1957 по декабрь 1958 года работал секретарём Ставропольского горкома КПСС, после чего вновь вернулся в школу № 5, которую возглавлял до 1963 года. В дальнейшем девять лет проработал заведующим учебной частью в средней политехнической школе № 17, где при его участии был создан музей, и ещё два года заведующим учебной частью средней школы № 16.
8 раз избрался депутатом районного и городского Советов депутатов трудящихся, 17 раз — в состав райкома и горкома КПСС.
Скончался в 1996 году, похоронен на Баныкинском кладбище Тольятти.

## Научная деятельность
Александр Тураев — первый профессиональный историк, занявшийся изучением истории Ставрополя—Тольятти.
Он первый попытался собрать и систематизировать материалы по истории города с момента основания. К его научному наследству относятся многочисленные доклады, исторические справки, статьи.
Анализируя наследие Тураева историки выделяют следующие основные темы, изучавшиеся им:
- история ставропольских земель с древности и до конца XVIII в. Сюда входят как опубликованные «Основание Ставрополя», «Пугачевское движение на Ставрополье»[2], так и ряд необпуликованных статей(«Седая древность родного края»[3], «О жизни и деятельности В. Н. Татищева»[4]).
- история края в XIX веке: Ставрополь в первой половине XIX века, положение крестьян накануне крестьянской реформы 1861 г. и судьба реформы в Ставропольском уезде, деятельность народников и революционеров на Ставрополье в конце XIX — начале XX века и т.д[2].
- история края в XX веке — наиболее проработанное направление в котором выделяют наиболее интересные темы: революции и гражданская война в Ставропольском уезде, деятельность большевиков, история пионерской организации и комсомола в Ставрополе, серия работ, объединённых общей тематикой «Великая Отечественная война»[2].

Тураев первый рассказал горожанам о роли Татищева в основании города, о героях-ставропольчанах Баныкине, Никонове, Жилине и других. Он же продвигал идею создания обелиска на площади Свободы, стелы на месте перезахоронения Баныкина, а также добивался названия улиц города в честь земляков-героев.
Более сотни его статей по истории Тольятти было опубликовано в местной прессе. Был редактором хрестоматии «Родной край». Он первым с области предложил использовать краеведческие материалы в рамках курса истории СССР. Способствовал созданию в городе краеведческого музея, куда передал свои архивы и коллекции.
Написал монографию по истории Ставрополя-Тольятти (1737—1950), но она не была закончена набело и издана, оставшись в машинописном варианте. В 1960—1970-х Тураев вёл значительную лекторскую работу, читал лекции по истории края в школах, рабочих общежитиях, библиотеках, клубах

## Критика
Другой известный тольяттинский краевед В. А. Овсянников считал, что в работе Тураев мало использовал архивы, мало использовал данные смежных наук, практически не рассматривал проблемы экологического воспитания в связи с историей края. Также упрекал он и в недостаточной проверке рассказов старожилов, что приводило к появлению ошибок. Среди ошибок, отмеченных Овсянниковым, неверная дата основания города, неверные даты освобождения города от белогвардейцев, основания комсомольской организации в городе и т. д. Некоторые сведения осознанно преподносились неверно, так, несмотря на документальные сведения, что первый председатель горисполкома Ставрополя Василий Баныкин был эсером, в статьях Тураев утверждал, что тот был большевиком.

## Награды и звания
- Медаль «За трудовое отличие»[2].
- Медаль «За доблестный труд в Великой Отечественной войне 1941—1945 гг.»[2].
- Отличник народного просвещения РСФСР (1949).
- За особые заслуги перед городским сообществом 26 октября 1967 года Александру Михайловичу Тураеву было присвоено звание «Почётный гражданин города Тольятти». Инициаторами присвоения выступили коллектив школы № 17 и городской отдел народного образования.